# Kathedrale von Bissau

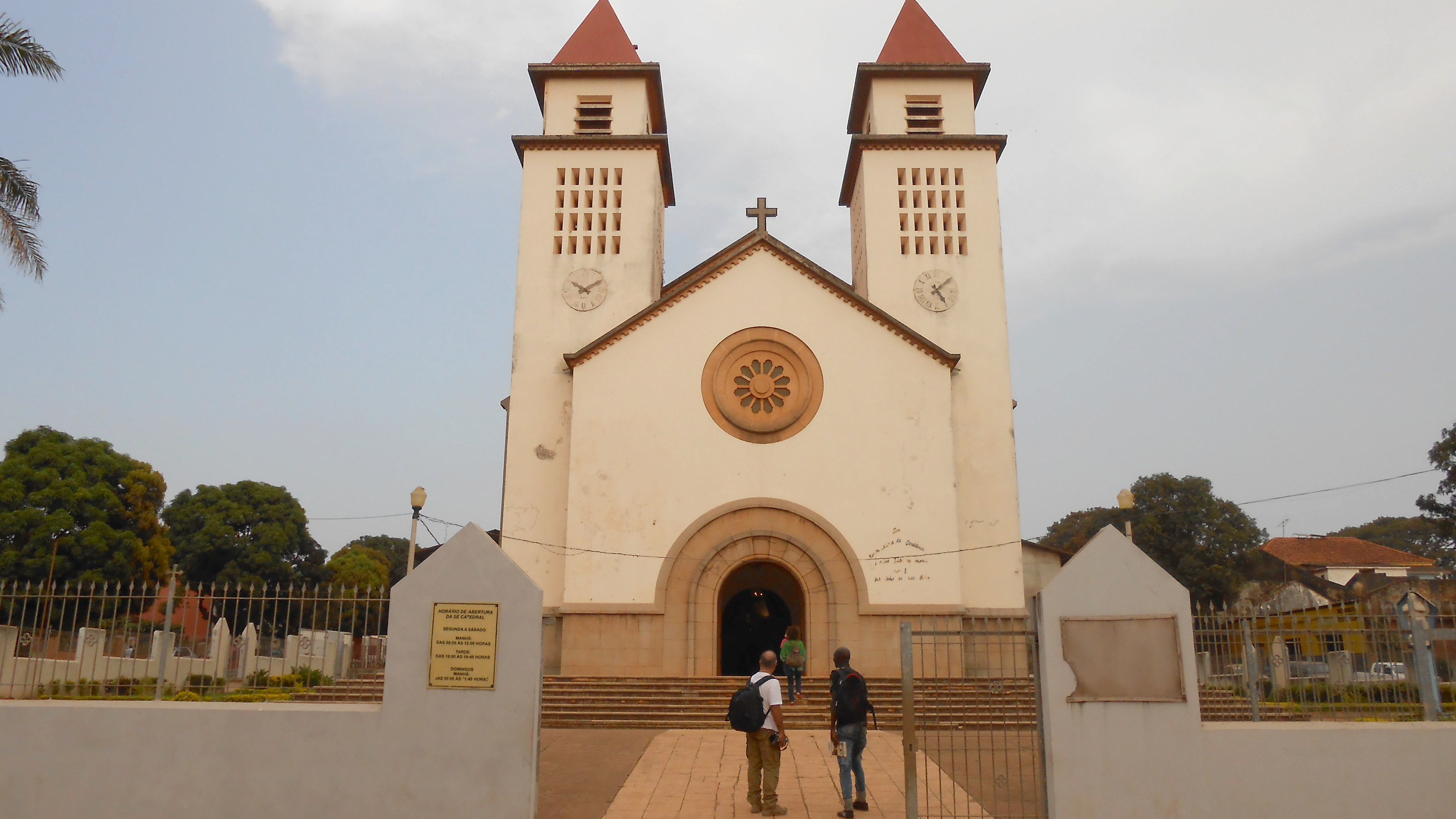
Haupteingang der Kathedrale von Bissau

Die Kathedrale von Bissau, portugiesisch Catedral de Bissau, mit vollem Namen Sé Catedral de Nossa Senhora da Candelária (Kathedrale Unserer Jungfrau von Candelaria), ist eine römisch-katholische Kathedrale in der guinea-bissauischen Hauptstadt Bissau. Die im Dezember 1950 geweihte Kathedrale ist das Zentrum der römisch-katholischen Kirche in Guinea-Bissau sowie Sitz des 1977 gegründeten Bistums Bissau. Die Kathedrale befindet sich im Zentrum der Hauptstadt an der Avenida Amílcar Cabral. Der Nordturm des Kirchenbaus dient zudem als Richtfeuer, um Schiffe durch das Ästuar des Geba-Flusses zum Hafen von Bissau zu leiten.

## Geschichte

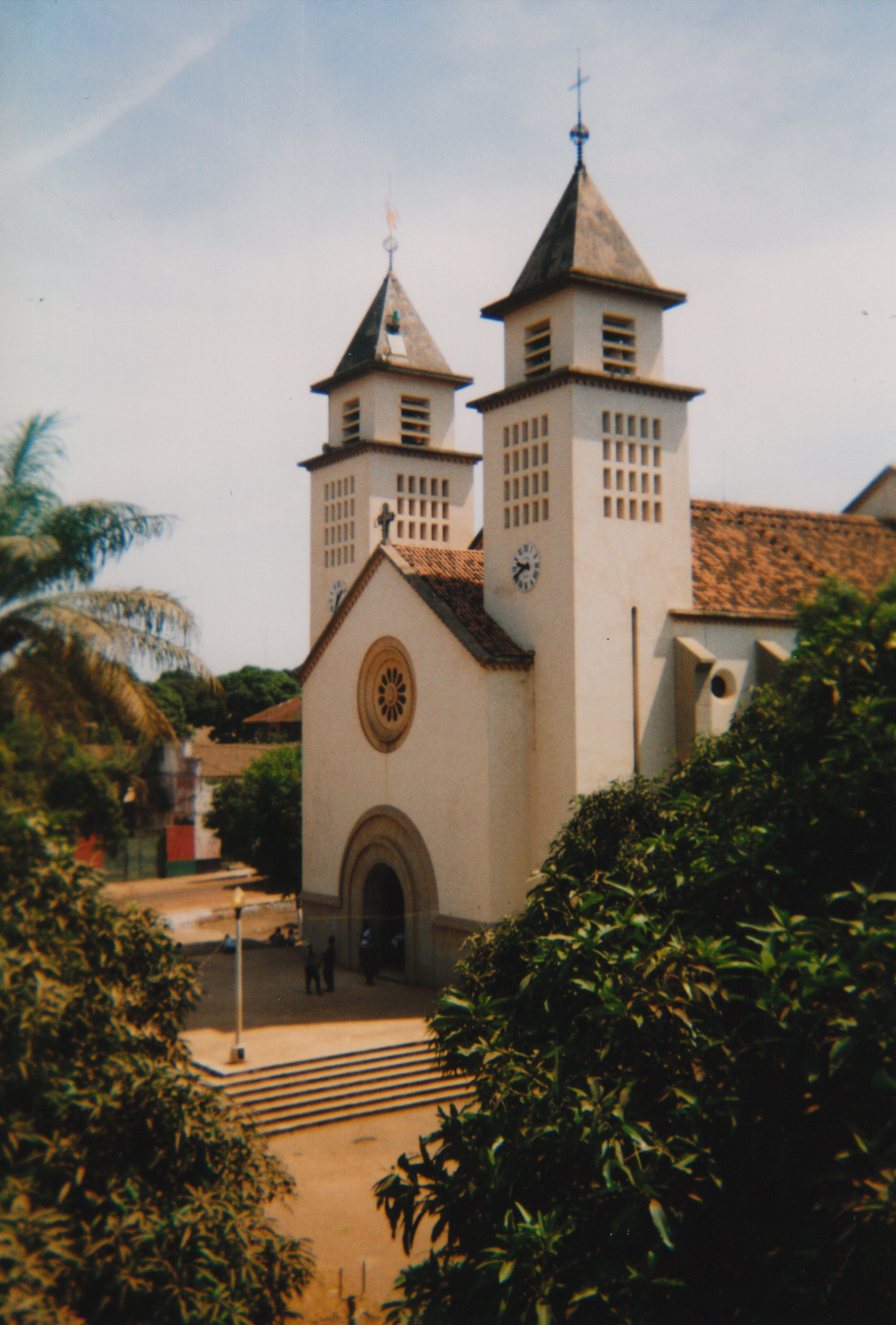
Seitenansicht der Kathedrale

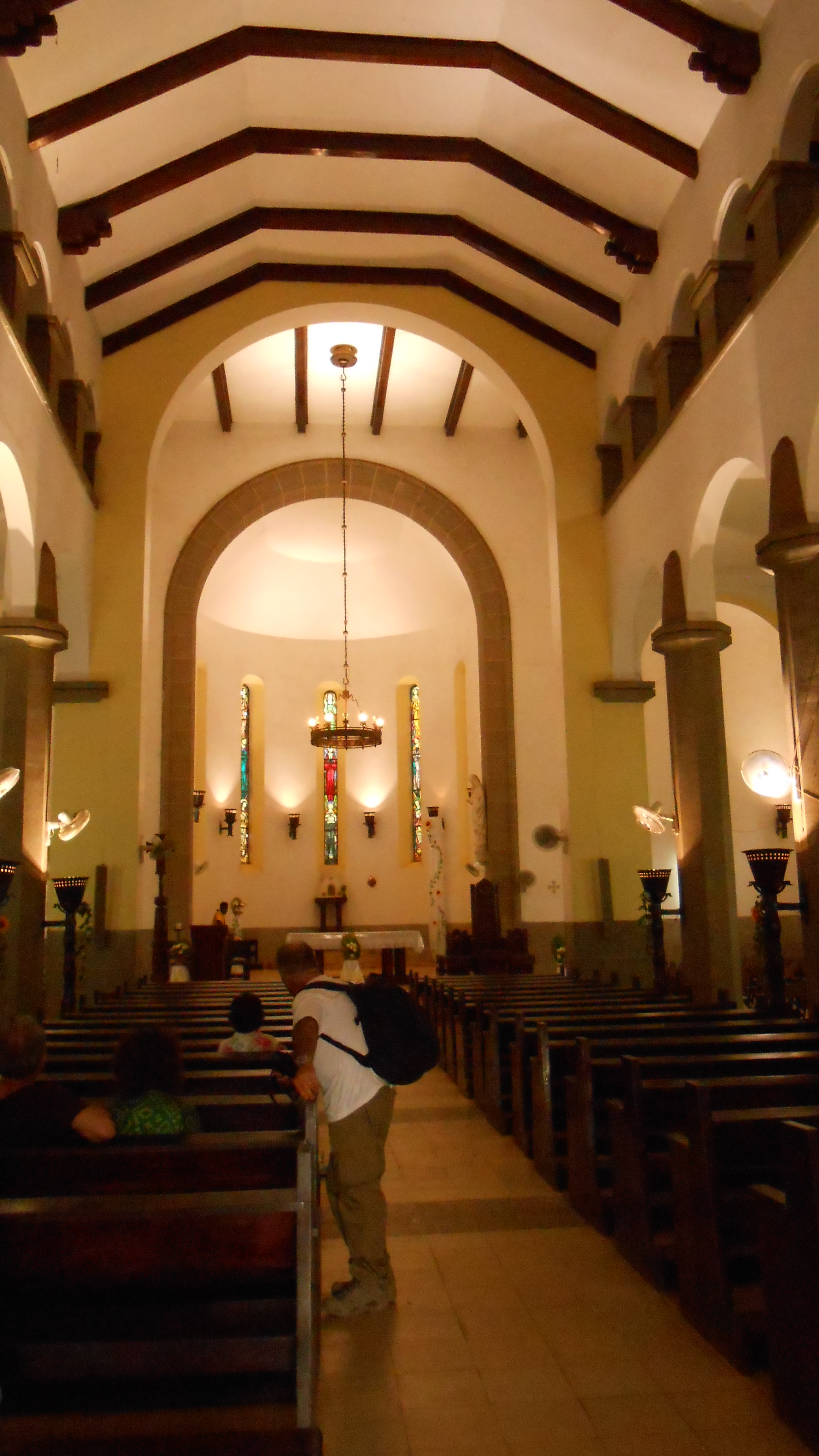
Innenraum

Bereits vor dem Bau der Kathedrale befand sich am gleichen Ort eine ältere, mittelalterliche katholische Kirche. Im Zuge der Einrichtung des Gabinete de Urbanização Colonial (GUC) mit dem Ziel, die portugiesischen Kolonien stärker zu urbanisieren und eine vom Estado Novo dominierte Repräsentationsarchitektur zu schaffen, erarbeiteten die Architekten João Simões, Lucínio Cruz und Galhardo Zilhão im Auftrag des GUC 1946/47 Pläne zu einem Umbau des Gebäudes. Bereits vorher hatten die Architekten Vasco Regaleira (1942) sowie Paulo Cunha und Guilherme Gomes (1945) Umbauvorschläge erarbeitet.
Die Umbauarbeiten nach den Plänen von Simões, Cruz und Zilhão begannen 1945 und konnten 1950 fertiggestellt werden. Das zehnte Auftragswerk des Gabinete de Urbanização Colonial erhielt am 28. November 1945 die Genehmigung des Ministers für die Kolonien, Marcelo Caetano. Die drei Architekten entwarfen einen vereinfachten neo-romanischen Sakralbau mit zwei Türmen, verbunden mit dem Anspruch, sowohl an die Sakralarchitektur Portugals anzuschließen als auch die schwierigen ökonomischen Bedingungen Portugiesisch-Guineas zu nutzen und einen eigenen „portugiesisch-tropischen Stil“ zu finden.
Die Kathedrale ist etwas von der Straße versetzt, mit dem Haupteingang jedoch zugewandt. Der Innenraum wird durch drei Kirchenschiffe geteilt, wobei direkt am Eingang (dem Narthex) Zugänge zu den Glockentürmen, der Grabkammer sowie der Taufkapelle bestehen. Das Querschiff ist relativ schmal und unscheinbar, in der Apsis befindet sich der Altar. Der Kirchenraum wird durch eine Fensterrose der Hauptfassade sowie durch schmale, vertikale, bunte Glasfenster erhellt, die sich an den Säulen des Gebäudes orientieren. Die Innenraumgestaltung ist, gerade im Vergleich zu den portugiesischen Kirchen, zurückhaltend.
Die Kirche wurde am 7. Dezember 1950 mit einem großen Gottesdienst über zwei Tage geweiht. Die Buntfenster erhielt die Kirche 1953, 1954 wurde die elektrische Orgel installiert. Seit ihrer Weihung bildete die Kathedrale das Zentrum der römisch-katholischen Kirche in der portugiesische Kolonie, sowie auch nach der Unabhängigkeit 1973/74. Insbesondere während der starken Urbanisierungsbemühungen der portugiesischen Kolonialmacht in den 1940er bis 1960er Jahren war die Kathedrale ein starkes Symbol der Präsenz Portugals und der intendierten Wandlung Bissaus zu einer „dem Land würdigen Hauptstadt“. Kolonialgouverneur Sarmento Rodrigues schrieb in einer Festschrift 1949: „Die Stadt S. José de Bissau hat heute eine bemerkenswerte Sammlung an Straßenzügen und Gebäude. […] Es gibt Hotels, Krankenhäuser, ein Stadion, Plätze, Denkmäler, eine Kathedrale, Leitungswasser, Strom und alle modernen Bequemlichkeiten“. Falls hohe – koloniale – Staatsgäste die Kolonie und die Hauptstadt Bissau besuchten, war ein Halt, wenn nicht gar ein Gottesdienst, Pflicht. Auf der Staatsreise des portugiesischen Staatspräsidenten Américo Tomás im Jahr 1968 nach Portugiesisch-Guinea besuchte dieser auch die Kathedrale, zu seiner Ehren fand dort ein Te-Deum statt.
Am 27. Januar 1990 besuchte Papst Johannes Paul II. die Kirche. Am 9. August 1998 mahnte Bischof Settimio Ferrazetta die Konfliktparteien des guinea-bissauischen Bürgerkrieges in einer bekannten Predigt zu Frieden und Ruhe und beklagte die massive Gewalt in dem Land. Ferrazetta, der als Mediator in dem Konflikte tätig war, starb noch vor Ende des Bürgerkrieges und wurde nach seinem Tod in der Kathedrale begraben.
Es ist nicht bekannt, ob die Kathedrale unter Denkmalschutz steht. In der portugiesischen Denkmaldatenbank Sistema de Informação para o Património Arquitectónico (SIPA), das auch Denkmale ehemaliger portugiesischer Kolonien umfasst, ist das Gebäude mit der Nummer 30430 eingetragen.

## Leuchtfeuer

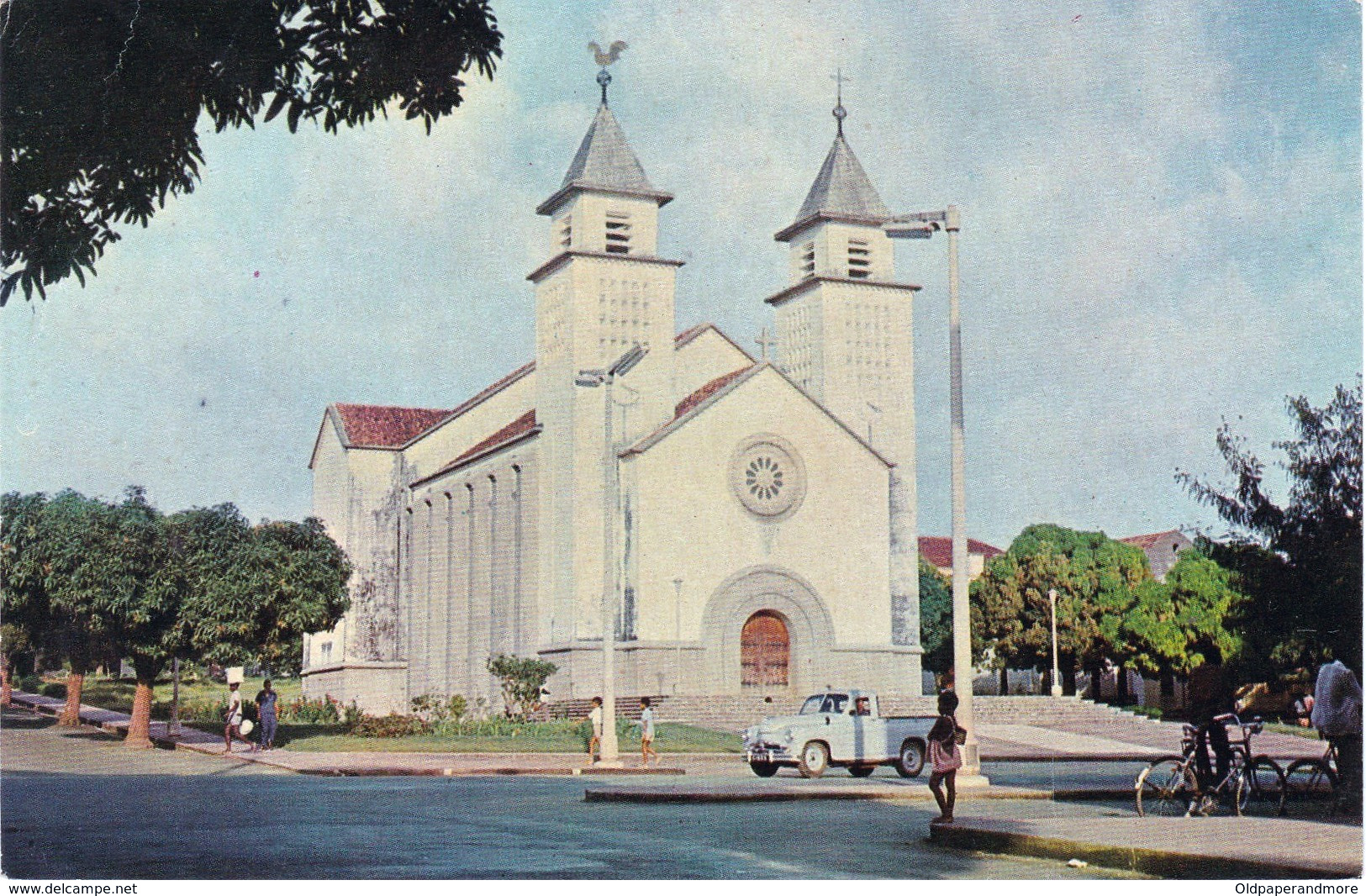
Kathedrale von Bissau in den 1960er Jahren

Im nördlichen Turm der Kathedrale wurde nach der Weihe der Kirche 1950 ein Leuchtfeuer installiert. Zusammen mit dem 350 Meter südlich stehenden Unterfeuer bildet der Nordturm eine Richtfeuerlinie für die Schifffahrt im Ästuar des Geba-Flusses. Als Kennung wird ein grüner Blink mit einer Wiederkehr von neun Sekunden gezeigt (LFl.G.9s).